# Stazione di Takao
La Stazione di Takao (高尾駅?, Takao-eki) è una stazione ferroviaria di Hachiōji, città conurbata con Tokyo e generalmente termine occidentale della Chūō Rapida, sebbene alcuni treni continuino fino alla stazione di Ōtsuki.

## Linee

### Treni
East Japan Railway Company
■ Linea Chūō Rapida
 Keiō Corporation
● Linea Keiō Takao

## Struttura
La stazione JR è dotata di due banchine a isola con quattro binari totali e ospita anche molti treni provenienti da Tokyo che qui terminano la loro corsa. La stazione della linea Keiō è costituita da due binari con un marciapiede a isola centrale. Per effettuare l'interscambio è necessario uscire dai tornelli di ciascun operatore e rientrarvi.
| 1-2   | ■ Linea Rapida Chūō | per Hachiōji, Shinjuku e Tokyo |
| 2-3-4 | ■ Linea Rapida Chūō | per Sagamiko, Ōtsuki, e Kōfu   |
| 5     | ● Linea Keiō Takao  | per Kitano, Shinjuku e Chōfu   |
| 6     | ● Linea Keiō Takao  | per Takaosanguchi              |

## Stazioni adiacenti
| «                 | Servizio                                      | »                 |
| Linea Rapida Chūō | Linea Rapida Chūō                             | Linea Rapida Chūō |
| ----------------- | --------------------------------------------- | ----------------- |
| Sagamiko          | Rapido                                        | Nishi-Hachiōji    |
| Linea Keiō Takao  |                                               |                   |
| Sayama            | Locale Rapido Espresso sezionale Semiespresso | Takaosanguchi     |
| Mejirodai         | Espresso Espresso Limitato                    | Takaosanguchi     |